# Либерале да Верона
Либерале да Верона (итал. Liberale da Verona; ок. 1445, Верона — 1529, Верона) — итальянский живописец и художник-миниатюрист веронской школы эпохи Возрождения.

## Биография
Точная дата рождения художника неизвестна. Его отец, Якопо делла Биава, родом из Монцы (Ломбардия, ныне пригород Милана), переехал в Верону в 1433 году, работал пекарем и торговцем тканями. Здесь в 1438 году он женился на Якопе Солимани, дочери Зенона и сестре художника Николо Солимани. В 1455 году Якопо женился на двадцатипятилетней девушке по имени Маргарита, что подразумевает, что мать Либерале умерла до этого года. В 1465 году Либерале, по-видимому, был сиротой и также работал пекарем.
По свидетельству Джорджо Вазари, изложенном в его «Жизнеописаниях», Либерале был учеником некоего Виченцо ди Стефано, о котором, однако, нет других документальных подтверждений. Также на Либерале оказали влияние Андреа Мантенья и Яопо Беллини. С раннего возраста Либерале да Верона занимался миниатюрой, в 1465 году создал свои первые работы для веронской церкви Санта-Мария-ин-Органо.
Известны его алтарные картины, а также иллюстрации к «Метаморфозам» Овидия, «Триумфам» Петрарки или народным сказаниям. Темы последних Либерале использовал для росписей свадебных сундуков кассоне, что свидетельствует о скромном успехе его живописной мастерской.
В 1466 году Либерале переехал в Тоскану, в монастырь Монте-Оливето-Маджоре, где выполнил множество миниатюр, некоторые из которых хранятся в библиотеке Пикколомини в Сиене.
В 1482 году художник вернулся в Верону, в 1489 году посетил Венецию где создал алтарный образ «Мадонна на троне с четырьмя святыми» (музей Боде, Берлин). Либерале да Верона атрибутируется деревянная панель «Шахматисты», созданная около 1475 года для кассоне, на неизвестный литературный сюжет.
В 1490 году Либерале работал в веронской церкви Санта-Анастасия где написал ряд фресок и алтарных картин, которые являются его наиболее значительными произведениями.
Искусство Либерале из Вероны оказало заметное влияние на творчество сиенских художников Маттео ди Джованни и Франческо ди Джорджо Мартини. После возвращения в Верону около 1482 года у Либерале было много учеников, среди которых известны имена Джованни Франческо Карото, Франческо Торбидо и Паоло Морандо.
5 августа 1527 года Либерале да Верона продиктовал завещание в присутствии, среди прочих, художника Бонифачо ди Бартоломео Пазини и резчика Франческо ди Антонио Бегана. Он назначил наследниками жену, а после её смерти Маргариту и Лукрецию, дочерей художника Франческо Торбидо, которому он оставил алтарь с изображением «Ассунты» (Вознесения Девы Марии) для завершения, и ученика Джованни Франческо Карото. Художник был похоронен в церкви Сан-Джованни-ин-Валле.

## Галерея

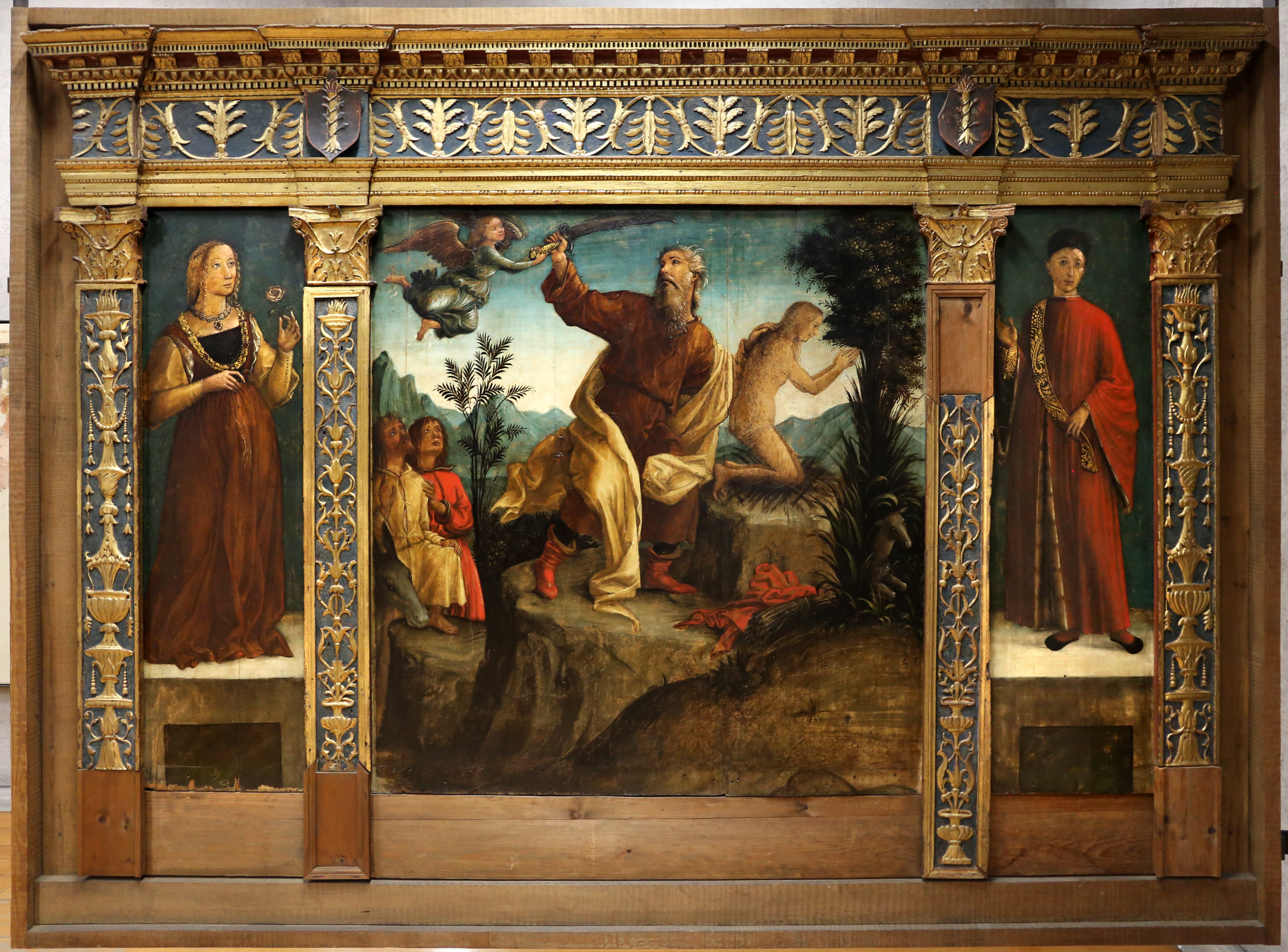
Жертвоприношение Исаака с двумя донаторами. Музей Кастельвеккьо, Верона
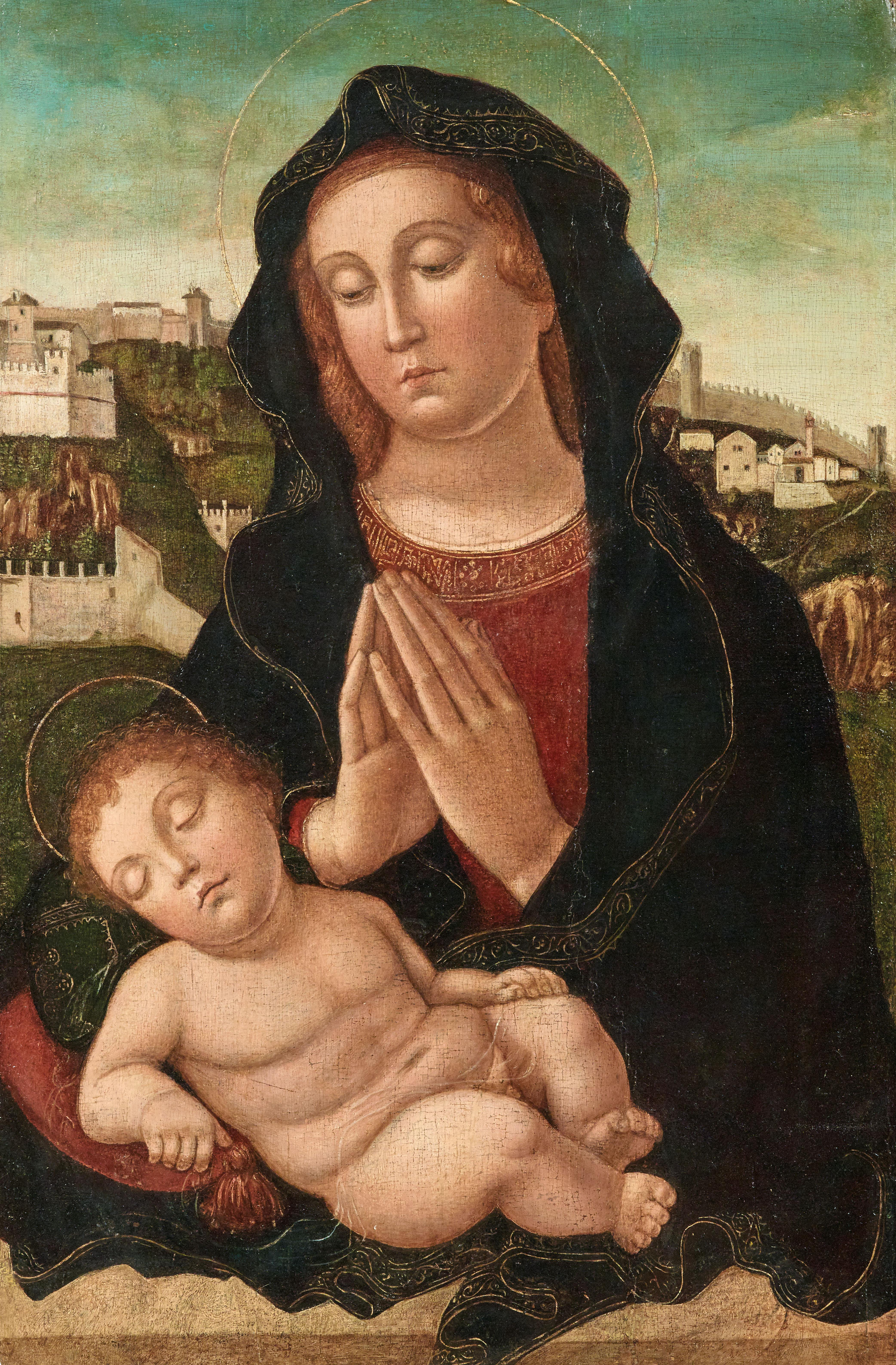
Мадонна с Младенцем. Ок. 1529. Дерево, темпера. Частное собрание
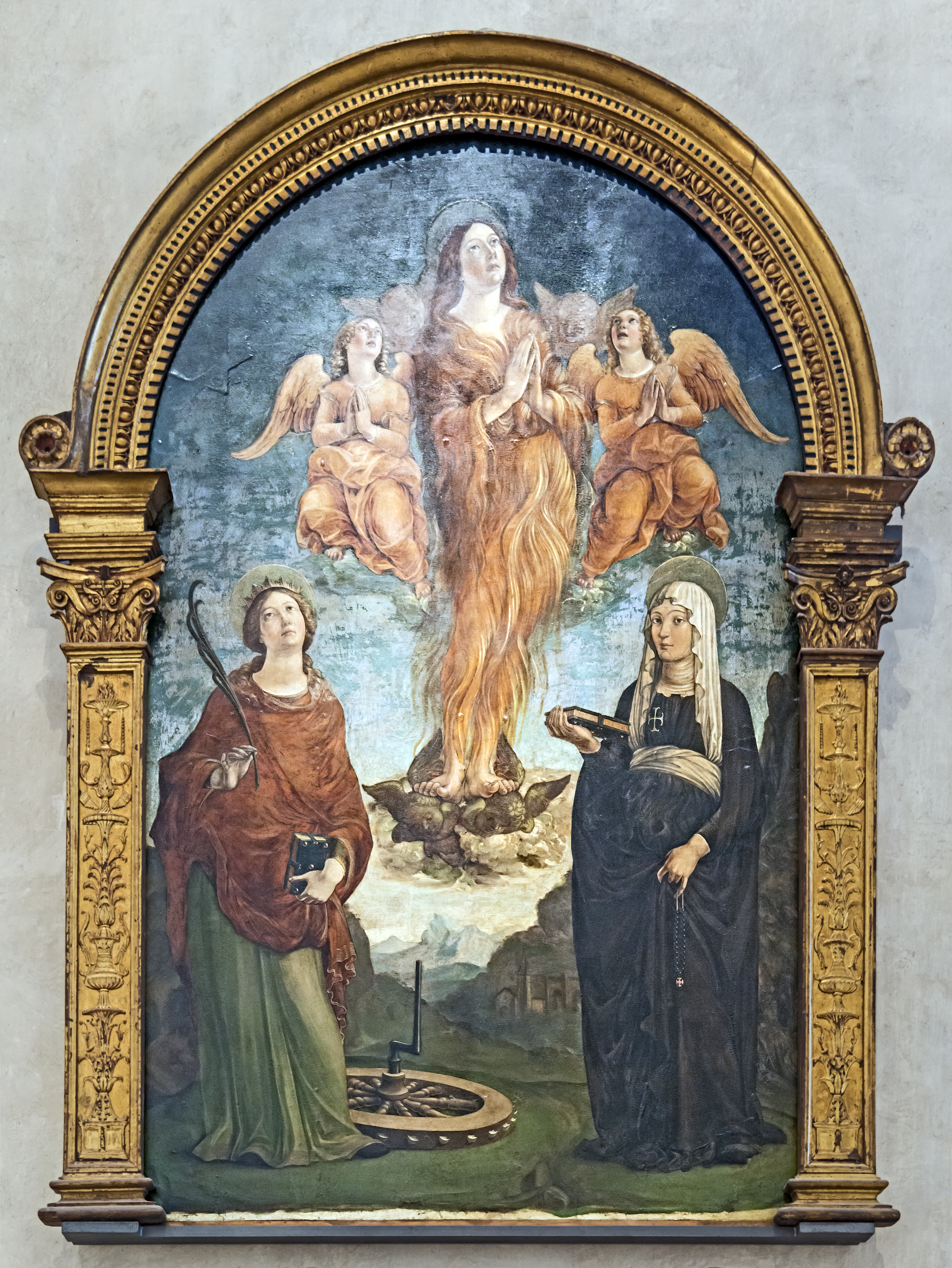
Вознесение Святой Магдалины со святыми Екатериной Александрийской и Тосканой. 1490. Церковь Санта-Анастасия, Верона
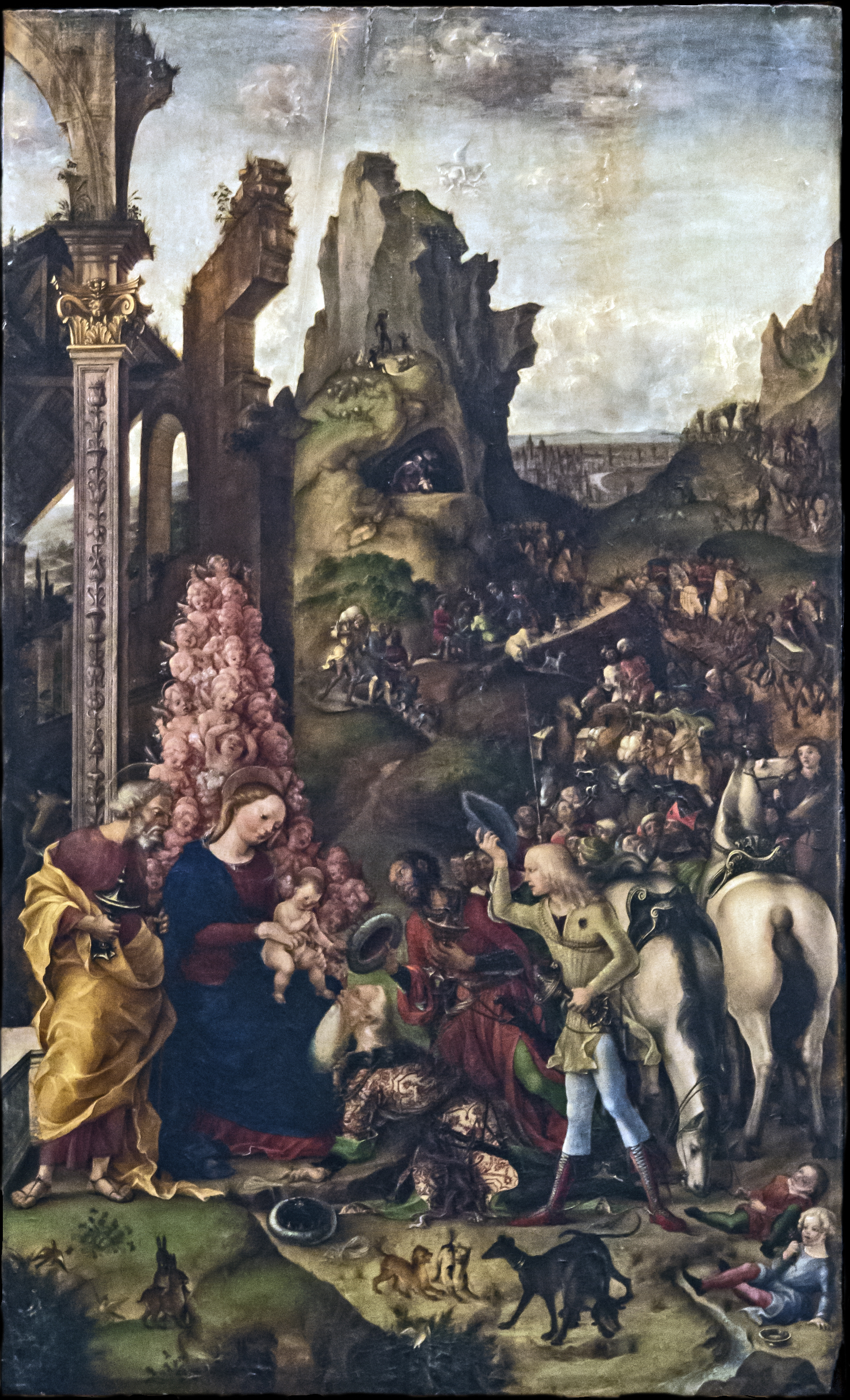
Поклонение волхвов (часть полиптиха). Кафедральный собор Вероны
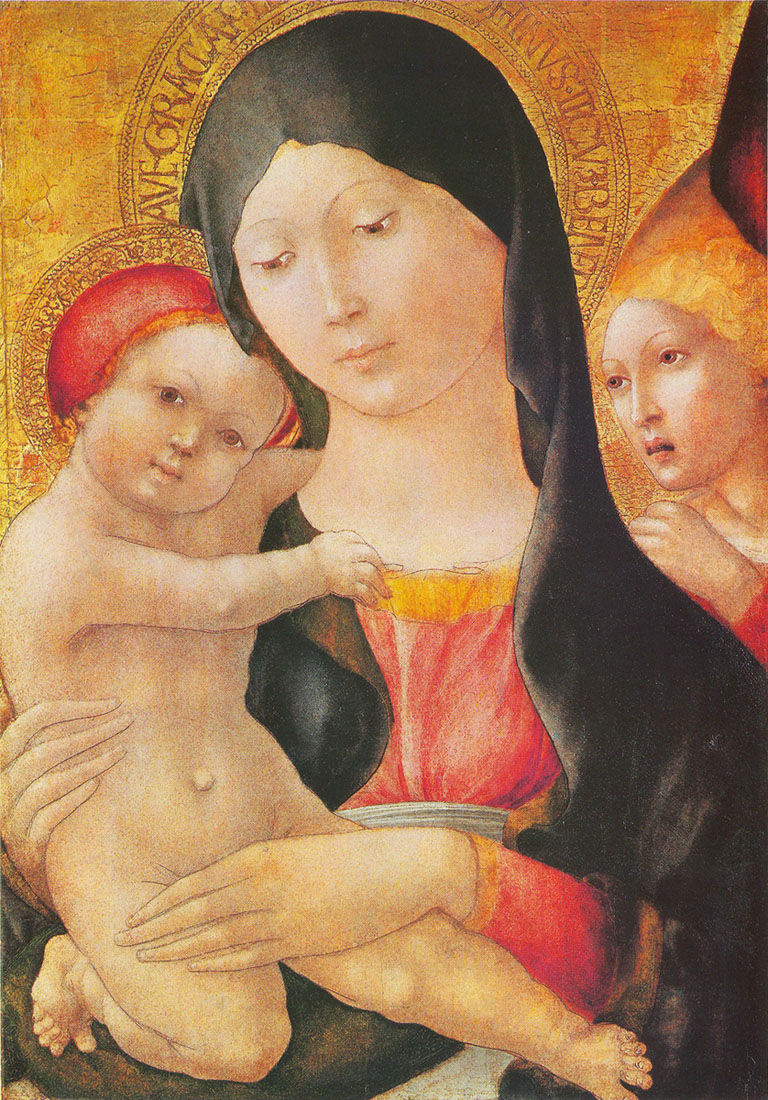
Мадонна с Младенцем и ангел. Ок. 1470. Дерево, темпера. Музей изобразительных искусств, Будапешт
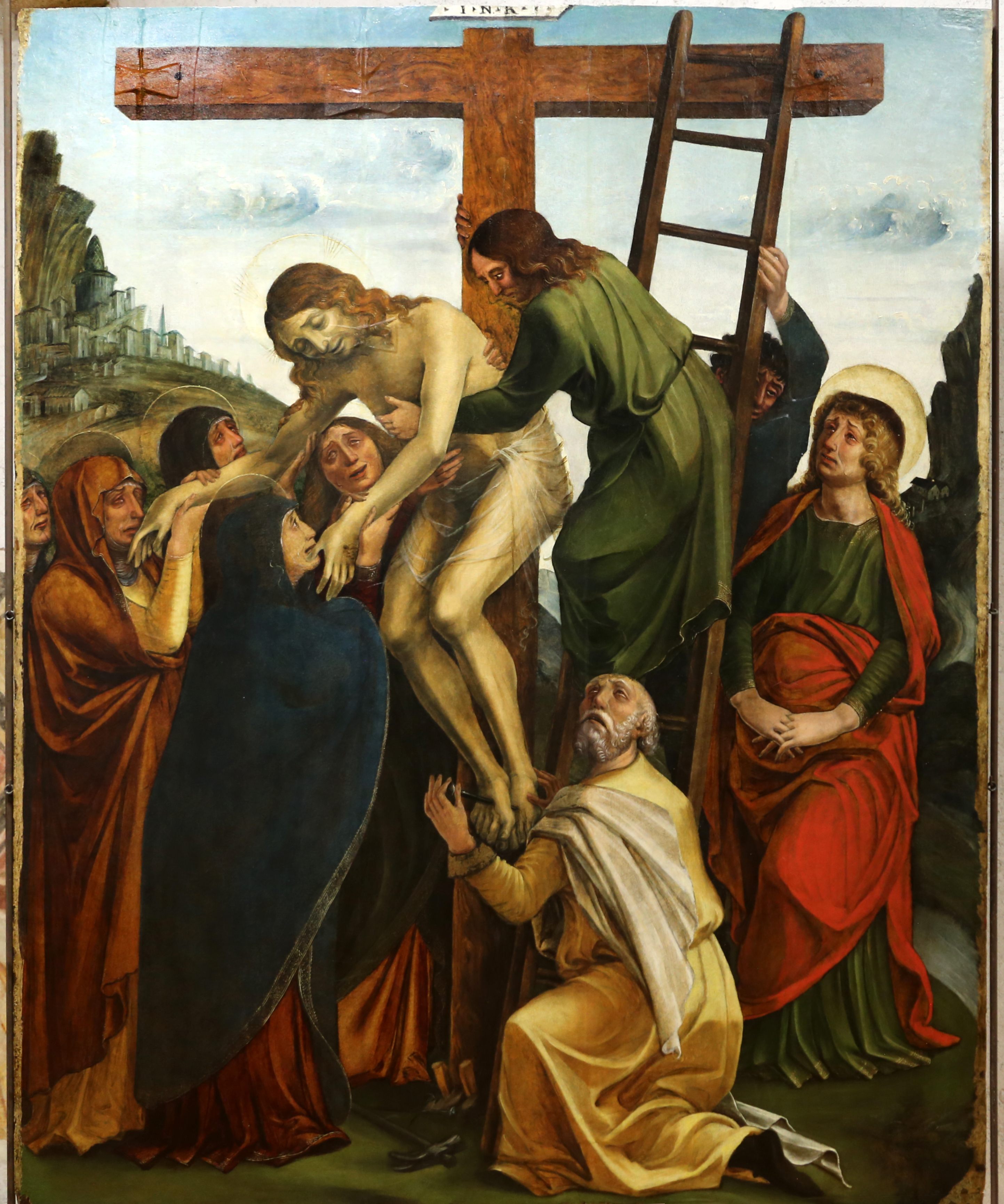
Снятие с креста. Музей Кастельвеккьо, Верона
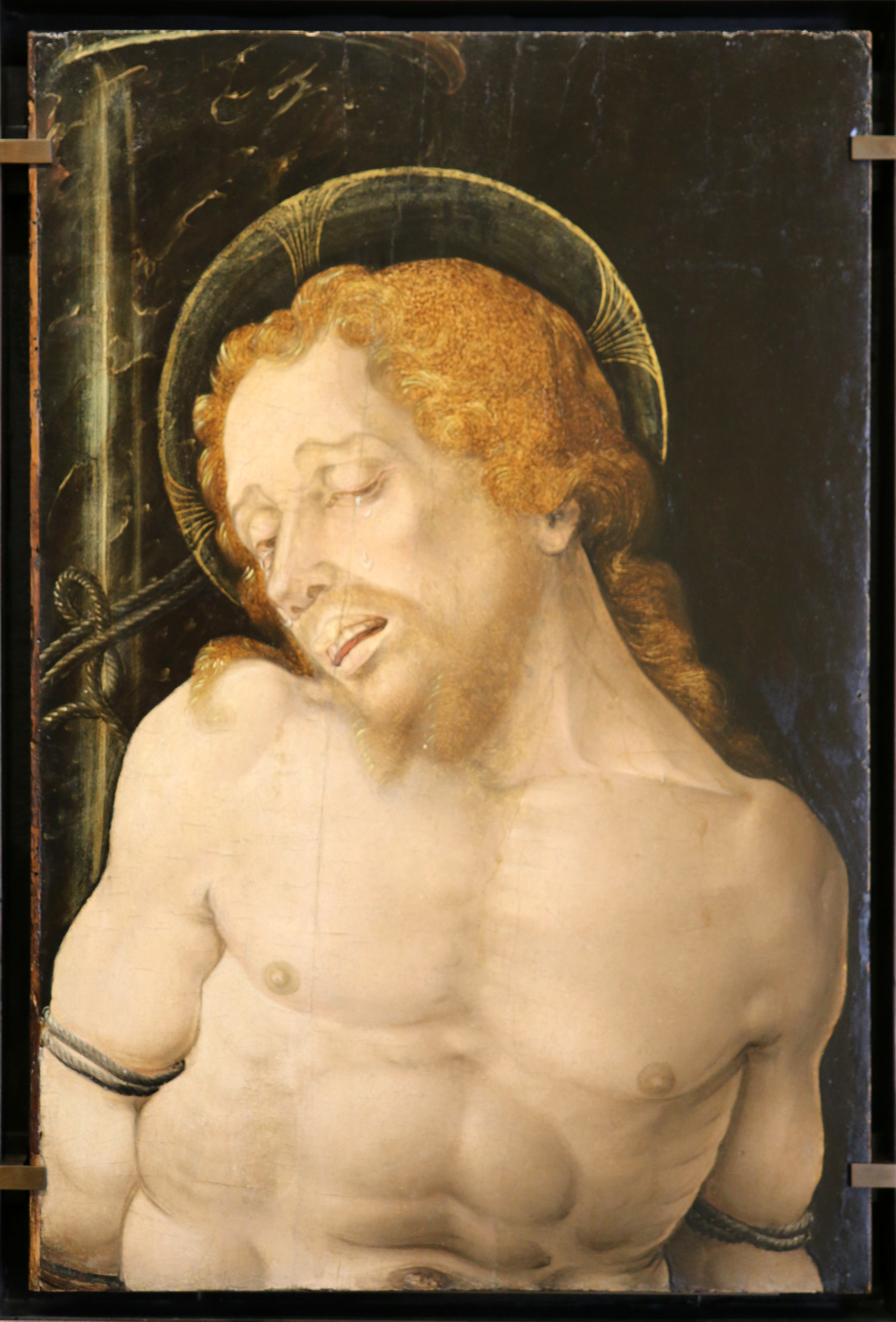
Христос у колонны. Между 1475 и 1500. Дерево, темпера. Музей Пти-Пале, Авмньон
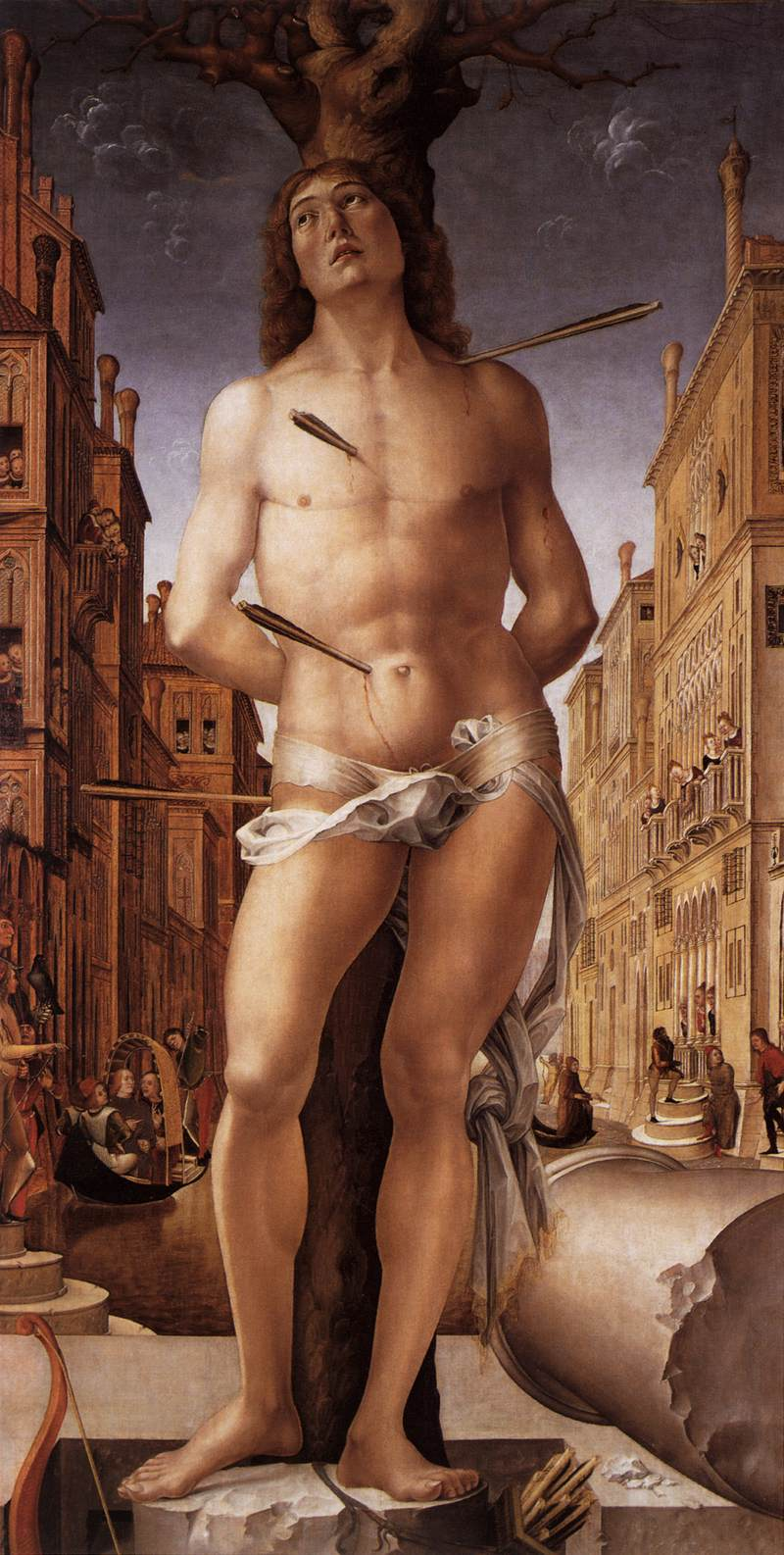
Святой Себастьян. Дерево, масло. Пинакотека Брера, Милан
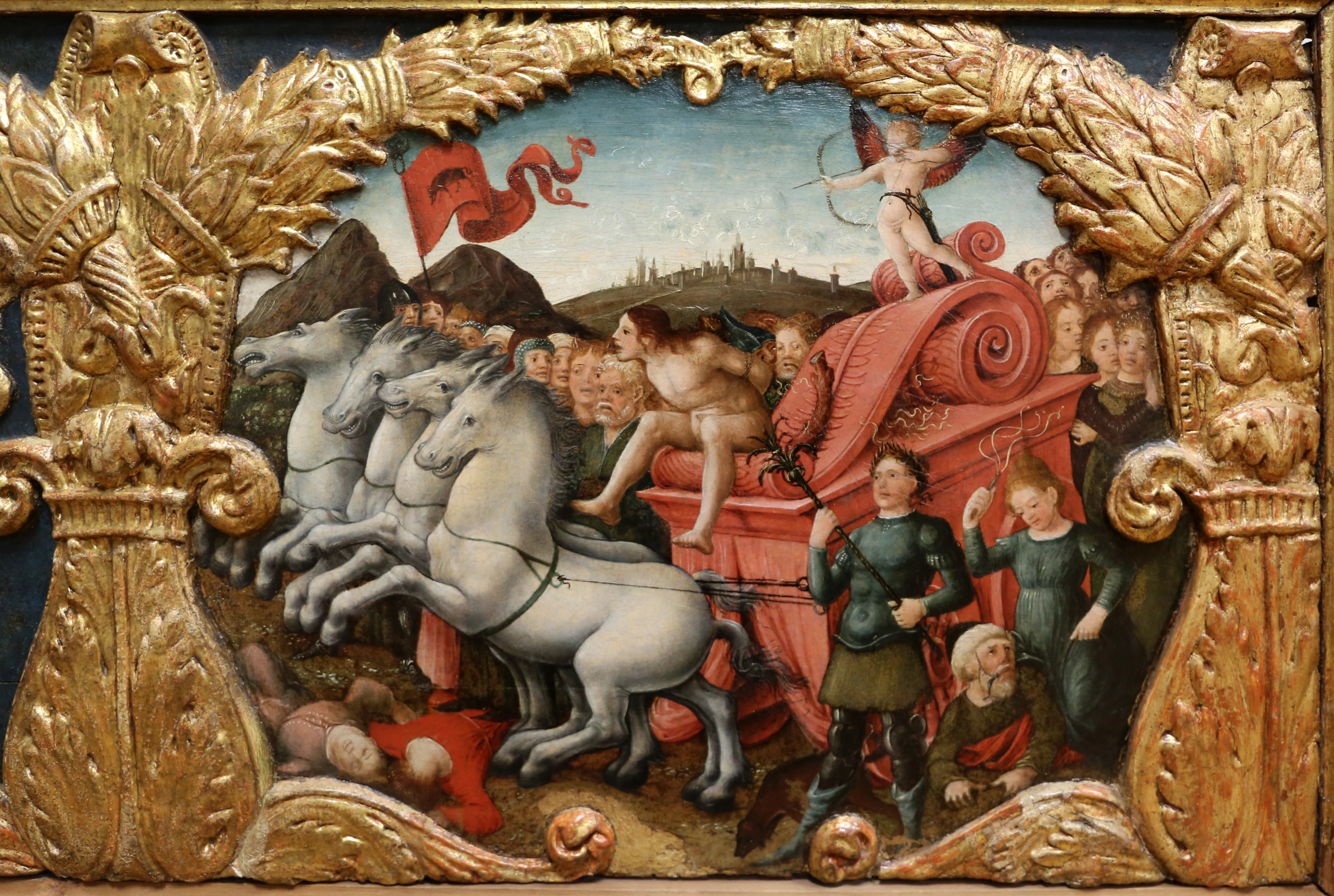
Торжество целомудрия и любви. Дерево, темпера. Музей Кастельвеккьо, Верона
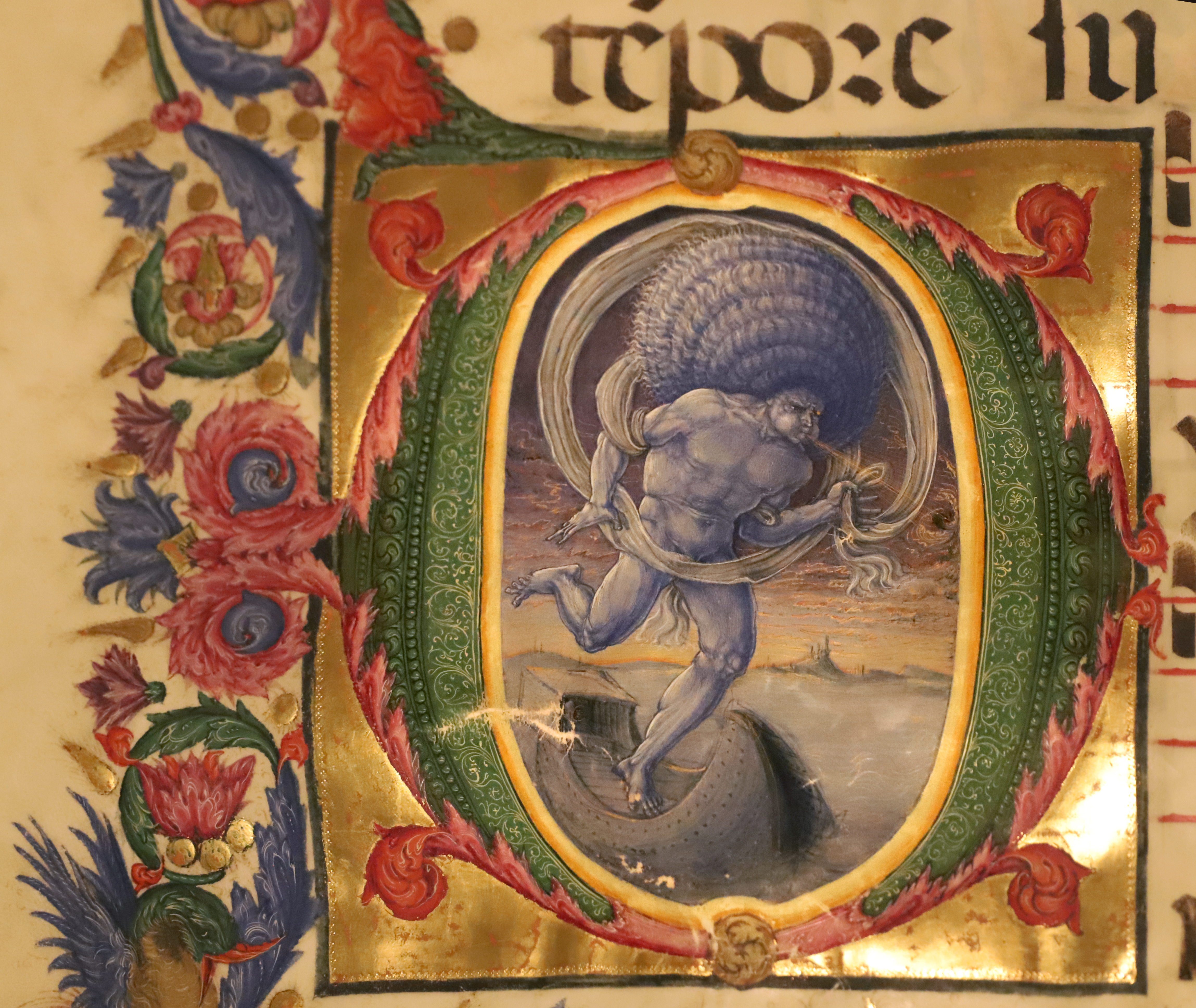
Инициал. После 1468. Пергамент, гуашь. Библиотека Пикколомини, Сиена
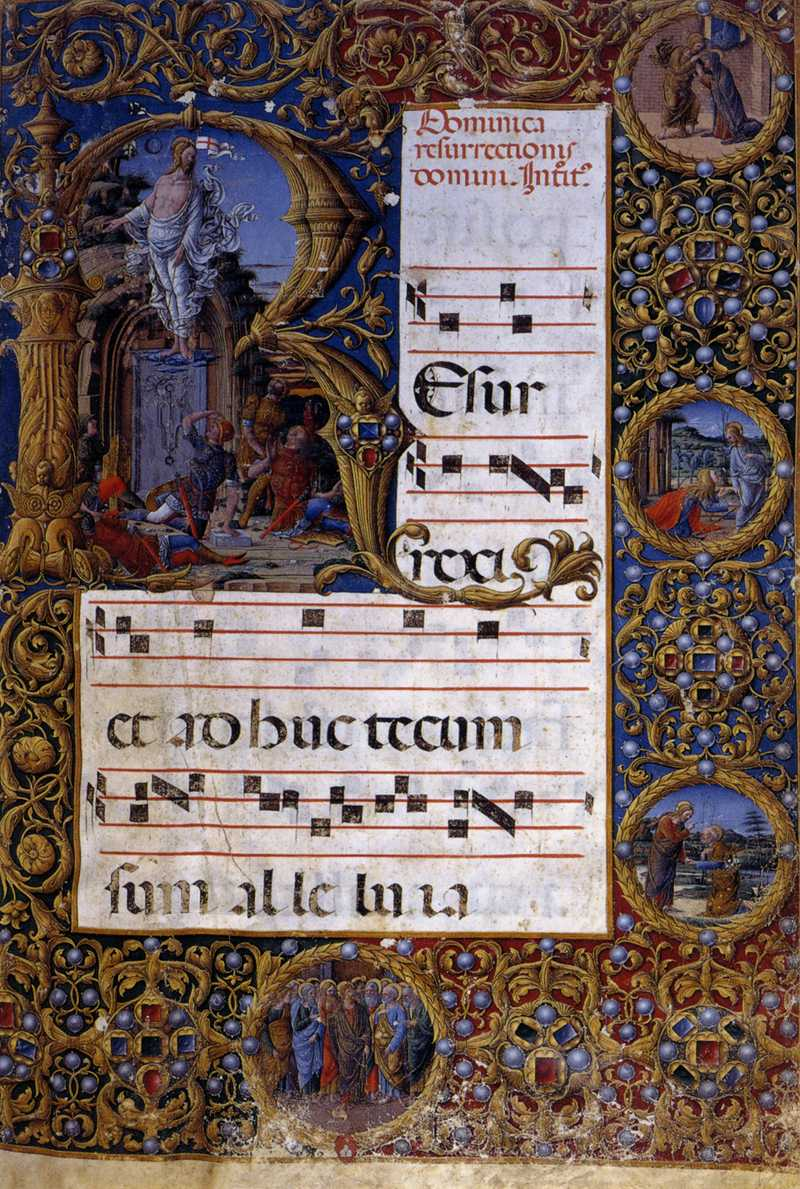
Миниатюры книги песнопений. Воскресение и Явление Христа ученикам. Между 1472 и 1473. Библиотека Пикколомини, Сиена
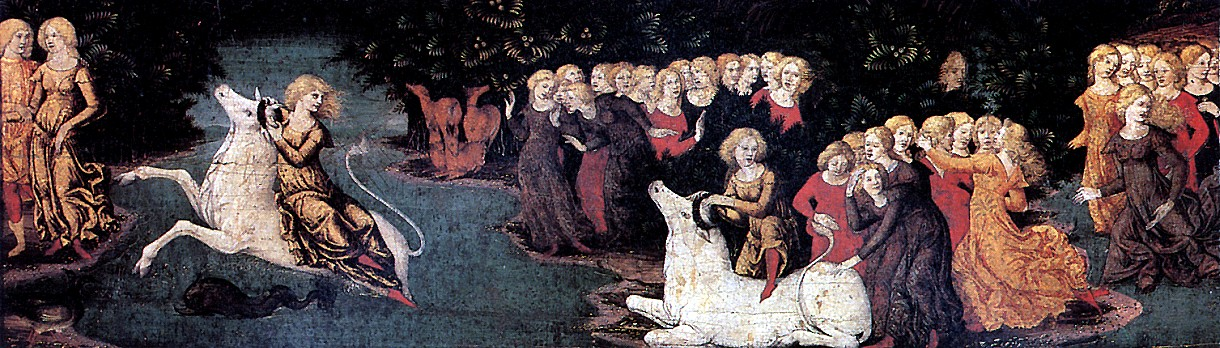
Похищение Европы. Роспись кассоне. Ок. 1470. Дерево, масло. Лувр, Париж
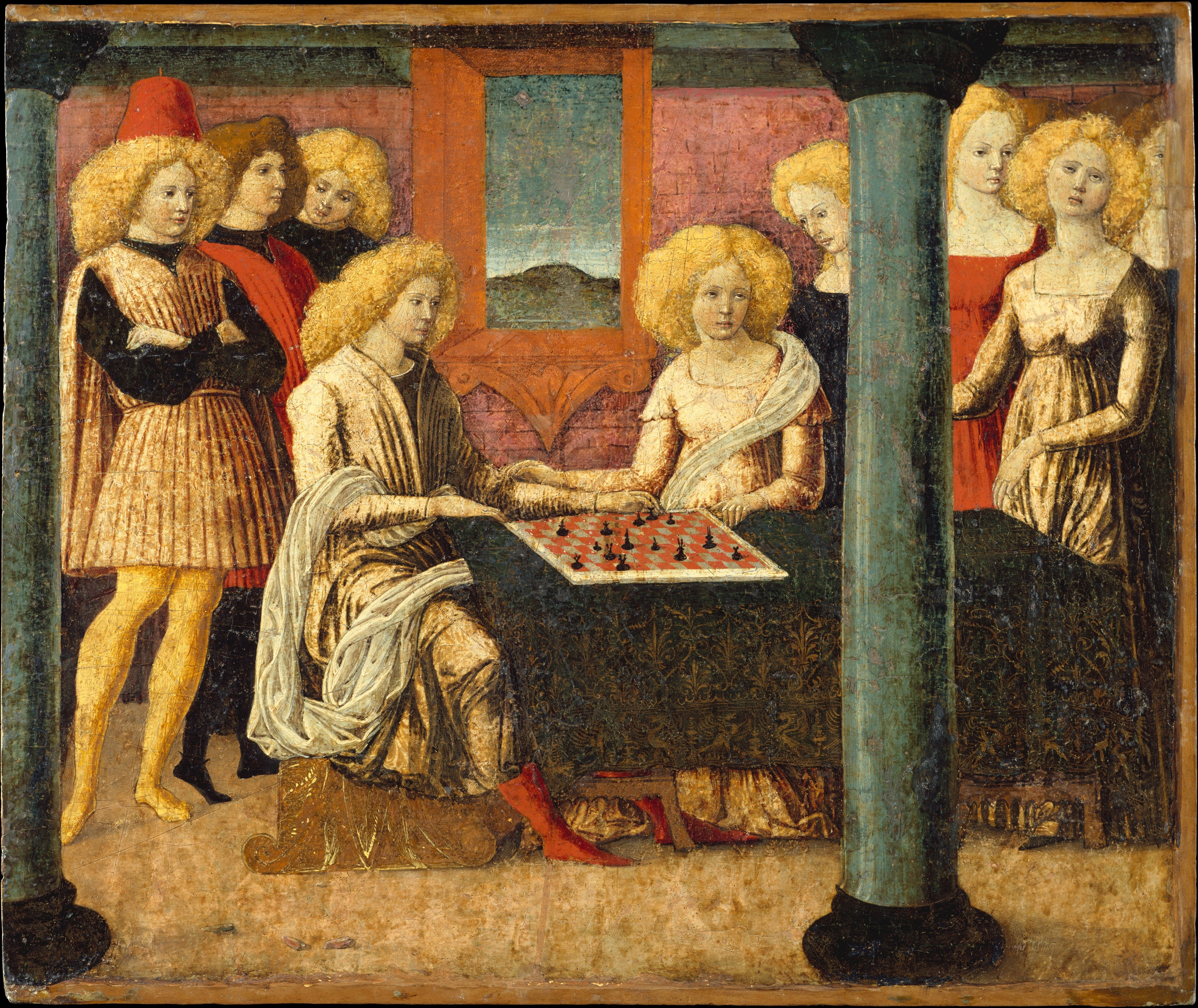
Шахматисты. Ок. 1475. Дерево, темпера. Музей Метрополитен, Нью-Йорк